# Chaleponcus hanglip
Chaleponcus hanglip är en mångfotingart som beskrevs av Kraus 1966. Chaleponcus hanglip ingår i släktet Chaleponcus och familjen Odontopygidae. Inga underarter finns listade i Catalogue of Life.